# Mode Gakuen Cocoon Tower
　
Mode Gakuen Cocoon Tower (japanski:モード学園コクーンタワー), neboder u Japanu, u Tokiju. Nalazi se u Nishi-Šinđuku, četvrti tokijskog posebnog okruga Šindžukua. Izgradnja nebodera dovršena je u listopadu 2008. godine. Visina nebodera je 204 metra.

## Vanjske poveznice
- Službena web stranica (japanski)